# メダルの達人
メダルの達人ドキッ!大当たりだらけのすごろく祭り（メダルのたつじん ドキッ!おおあたりだらけのすごろくまつり）とは、ナムコ（後のバンダイナムコゲームス）が『太鼓の達人』をモチーフとして製作したマス型のプッシャーゲームである。2005年4月発売（稼動開始）。2007年2月には後継機であるメダルの達人2 あつまれ!ゴー!ゴー!双六戦隊ドンレンジャーファイブが稼動を開始した。

## ゲーム内容
最大参加人数は5人で、正式名称は『メダルの達人 ドキッ！大当たりだらけのすごろく祭り』である。フィールドに投入したメダルが、サイコロの目のチャッカー（1～4と6）に入ることで、サイコロの目の数だけ自分のコマが（分岐点がある場合は）ランダムに進み、一番早くゴールに到着した人にゴールボーナスとしてメダルが払いだされる。
ゲームはスゴロク風になっており、日本地図上に44個の都市名の付いたマスが存在する。そしてその中の1つの都市がゴールマス（赤いマス）として設定されており、誰かがゴールするごとに別の都市が次のゴールマスとしてランダムに決定される。ゴール後に「参加せんす」を持っている場合は、ボーナスゲームに参加することができる。ボーナスゲームは、音楽にあわせてメダルをチャッカーに入れる『達人ゲーム』と、メダルをチャッカーに入れてゴールを目指す『達人レース』の2種類がある。このボーナスゲームはゴールしていない人でも「参加せんす」を持っていれば参加できる為、設定によってはゴールせずともメダルを増やすことが可能である。

## 44都市一覧
東京、大阪、札幌、新潟、博多、釧路、青森、仙台、秋田、金沢、京都、松江、下関、岡山、高松、松山、佐賀、大分、宮崎、鹿児島、稚内、十勝、夕張、函館、盛岡、山形、福島、横浜、佐渡島、富山、長野、静岡、名古屋、神戸、津、和歌山、鳥取、広島、徳島、高知、長崎、熊本、沖縄、成田

## ジャックポット
ジャックポットとして以下の4種類がある。
1. スタンプラリージャックポット
全てのマス（44都市）に止まると100枚
2. 名産品ジャックポット
指定された名産品を3つ集めると30 - 100枚。名産品は設定されている各都市に止まるともらえる（例：「ごはん」ならば「新潟」）
3. 太鼓島ジャックポット
地雷花火を踏んだときまれに行くことができる太鼓島ゲームで6のチャッカーに入れると300枚
4. 福引ジャックポット
福引券を持っている状態で福引所（緑色のマス）に止まると福引ができ、そこで1等を引くと最高999枚獲得。福引ジャックポットの枚数は、大型画面の左上に表示されており、メダルをフィールドに入れることで増加していく。そして誰かが１等を引くと初期値（店の設定により異なる）に戻り、店の位置が変わる。

## アイテム&イベント
アイテム/イベントには以下の種類がある。
- 音符 - ゴールしたときに音符数×3枚がゴールボーナスにプラスされる。
- ゴールドンカード - ゴールしたときのメダルの枚数（ゴールボーナス＋音符）が2倍になる。ただし、他の相手がゴールしてしまうと一枚消滅される。
- 福引券 - 福引所に止まった場合、持っている枚数分福引ができる。
- 参加せんす - これを持っていると誰か（自分も含む）がゴールした場合にボーナスゲームに参加することができる。逆にこれを持っていない場合、ゴールしてもボーナスゲームに参加することはできない。
- 特急券 - 次のサイコロの目が無条件に2倍になる。
- 超特急券 - 次のサイコロの目が無条件に3倍になる。
- バックギア - 無条件に1マス後ろに戻る。
- メダル - メダルが2 - 20枚払い出される。
- 亀タクシー - ゴールまで最短距離で移動してくれる。ただし、ぴったり止まらない場合は消えてしまう。
- 地雷花火 - 何処かの都市に地雷花火を落とす。これを踏むとランダムに何処かの都市に吹き飛ばされる。まれに太鼓島に飛ばされることもある。太鼓島に飛ばされた場合は太鼓島ゲームとなり、終了後に地雷花火を踏んだ都市に戻される。
- UFO - 違う場所に連れて行かれる。何もしない場合もある。
- レベルアップ - 移動するスピードがUPする。
- レベルダウン - 移動するスピードがDOWNする。
- 台風イベント - 台風の近くの都市に止まった場合に発生し、台風と逆方向に吹き飛ばされる。頑張って耐え抜く（飛ばされない）場合もある。
- 福引所イベント - 福引所が設置されている都市（緑色のマス）に止まると発生し、持っている福引券の枚数分福引ができる。福引の内容としては、1等（金色）がジャックポット（大型画面の左上に表示されている枚数）で100～999枚であり、2等（黒）が10枚、3等（赤）が1枚、はずれ（白）が0枚となっている。なお、1等が当選した場合はそこで終了（福引券がまだあったとしても）となり、福引所は閉鎖される。その後、別の都市に福引所がオープンする。
- 太鼓島ゲーム - 地雷花火を踏み太鼓島に飛ばされた場合に発生する。ルールは60秒以内にどれか1つのサイコロチャッカーにメダルを通すことで、あらかじめ設定された枚数のメダルを獲得することができる。その枚数は「1」「2」が30枚、「3」「4」が60枚、「6」が300枚となっている。

## ゴールボーナスについて
ゴールボーナスは各都市ごとに設定されており、ゴールし難い都市ほど高配当になっている。ちなみに最低は35枚（東京）で最高は150枚（成田）である。

## 理論値（MAX値）について
ゴール後のメダル払い出しの理論値は、音符99個&ゴールドンカード保有で成田150枚へのゴールの後、スタンプラリー完成100枚＋名産品完成調味料3種100枚を達成し、成田のイベントでメダルの払い出し20枚2宝箱20枚がでることであり、その枚数は1134枚（=(150+99×3)×2+100×2+20+20）となる。